# Política de la Unió Europea
La política de la Unió Europea o política comunitària es perfila de manera essencialment diferent de la d'altres entitats governatives, a causa de la naturalesa única de la mateixa Unió Europea. És premissa fonamental per comprendre-la ser conscient de la base històrica, jurídica i política en què es fonamenta aquesta peculiar entitat. Com que la Unió no és en cap cas un estat sobirà, segons els paràmetres del dret internacional o de la filosofia política contemporània, tampoc no es poden assimilar els factors que determinen l'exercici del poder comunitari, ni els mecanismes a través dels quals aquest es desplega, ni els vectors en els quals es conforma i encarrila, ni els agents que el tenen o l'apliquen.
La Unió Europea és una comunitat política de dret que es governa en règim de democràcia representativa i es constitueix jurídicament en organització internacional subjecte de dret i amb personalitat jurídica pròpia diferent de la dels estats que la componen. Els seus poders i competències es troben delimitats en els tractats que la fonamenten jurídicament i conformen la seva constitució material, i s'exerceixen per mitjà d'un mètode comunitari de gestió.
El sistema de govern pel qual es regeix la Unió i que ordena i emmarca l'exercici legal dels seus poders i competències és indubtablement de tipus comunitaris, però les seves particularitats i l'avançat grau de desenvolupament que ha experimentat en la història d'aquesta especial organització política que és la Unió Europea el fan especialment complex i sofisticat. La Unió ha anat desenvolupant des dels seus orígens un sistema polític i jurídic, el comunitari europeu, que és únic al món. Aquest sistema es condueix per mecanismes i procediments de funcionament intern complexos que han sigut objecte d'una delicada evolució històrica, fins a conformar actualment un sistema inèdit de govern transnacional difícilment homologable. Convivint i integrant tensions i elements supranacionals amb altres més propers al mètode intergovernamental clàssic de relacions internacionals, la Unió els ha anat incorporant a un entramat jurídic-polític fortament institucional i estructurat al servei d'una dinàmica d'integració regional molt accentuada. La dinàmica cap a un federalisme multinacional és acusada a la Unió Europea, però molt discutida i igualment contrastada en la pràctica per l'intergovernamentalisme dominant en certes àrees de la seva política.
Així doncs, la política de la Unió europea és diferent de la d'altres organitzacions i estats a causa de la naturalesa única de la mateixa Unió. En nombroses àrees d'actuació, les institucions comunes tenen capacitat legislativa a nivell continental, però la Unió no té, a diferència dels estats, un control absolut sobre, per exemple, la política estrangera, els afers de defensa o els impostos directes. Aquestes i altres àrees importants es troben encara en gran manera sota el control dels estats membres, malgrat el creixent grau de coordinació institucionalitzada que es duu a terme en cada vegada més àmbits i de l'expansió de les seves polítiques. La legislació comunitària gaudeix de primacia sobre les lleis nacionals i s'aplica directament als estats i als ciutadans i particulars d'Europa. El domini polític efectiu i les competències atribuïdes a la Unió pels estats són més importants que en moltes confederacions històriques (una sola política monetària, un mercat interior sense fronteres, un espai judicial i de seguretat compartit, etc.). Tanmateix, aquestes competències són exercides per la Unió gràcies a l'atribució o transferència irrevocable que amb aquesta finalitat li han donat els estats a través dels tractats constitutius, i no sobre la base d'una sobirania pròpia.
El poder comunitari és exercit per mitjà d'un marc institucional comú compost per les institucions, òrgans i organismes de la Unió. El Parlament Europeu i el Consell exerceixen la potestat legislativa, mentre que a la Comissió Europea li correspon l'aplicació de les lleis, la gestió de les polítiques comunes i l'execució del pressupost; un Tribunal de Justícia per tota la Unió és l'intèrpret suprem del dret comunitari i el garant últim de la seva aplicació per la via judicial. El Consell Europeu, amb el seu president al capdavant, acompleix les funcions d'impuls polític i moderació institucional que orienten l'acció comunitària en el seu conjunt.